# Municipio de Concord (condado de Delaware, Pensilvania)
El municipio de Concord (en inglés: Concord Township) es un municipio ubicado en el condado de Delaware en el estado estadounidense de Pensilvania. En el año 2000 tenía una población de 9.933 habitantes y una densidad poblacional de 280.5 personas por km².

## Geografía
El municipio de Concord se encuentra ubicado en las coordenadas 39°52′39″N 75°29′29″O / 39.87750, -75.49139.

## Demografía
Según la Oficina del Censo en 2000 los ingresos medios por hogar en la localidad eran de $85,503 y los ingresos medios por familia eran de $92,524. Los hombres tenían unos ingresos medios de $74,940 frente a los $41,416 para las mujeres. La renta per cápita de la localidad era de $33,800. Alrededor del 3,3% de la población estaba por debajo del umbral de pobreza.